# Banjaragung (Kajoran)
Banjaragung is een bestuurslaag in het regentschap Magelang van de provincie Midden-Java, Indonesië. Banjaragung telt 1445 inwoners (volkstelling 2010).